# Jan Kiepura
Jan Wiktor Kiepura (ur. 16 maja 1902 w Sosnowcu, zm. 15 sierpnia 1966 w Harrison) – polski śpiewak (tenor) i aktor.
Cieszył się dużą popularnością na arenie międzynarodowej, odnosząc sukcesy na scenach czołowych teatrów świata, jak również w salach koncertowych. Za pieniądze zarobione na scenach świata w okresie międzywojennym wybudował w Krynicy-Zdroju hotel Willa „Patria”, który był scenerią kilku filmów realizowanych pod koniec lat 30. Równocześnie z karierą muzyczną, udzielał się aktorsko – wystąpił w 12 filmach muzycznych.
Od 1967 corocznie odbywa się w Krynicy-Zdroju Festiwal im. Jana Kiepury, dawniej organizowany jako Festiwal Arii i Pieśni im. Jana Kiepury.

## Życiorys

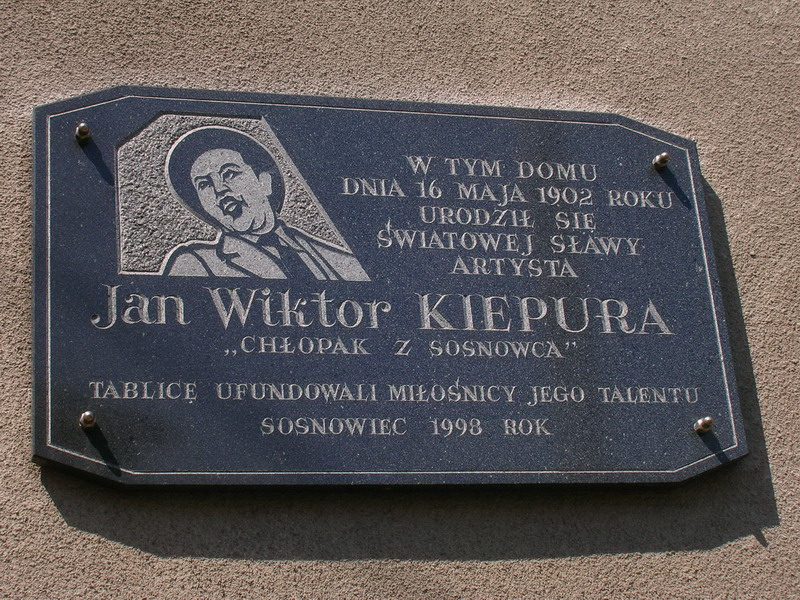
Tablica pamiątkowa na domu, w którym urodził się Kiepura

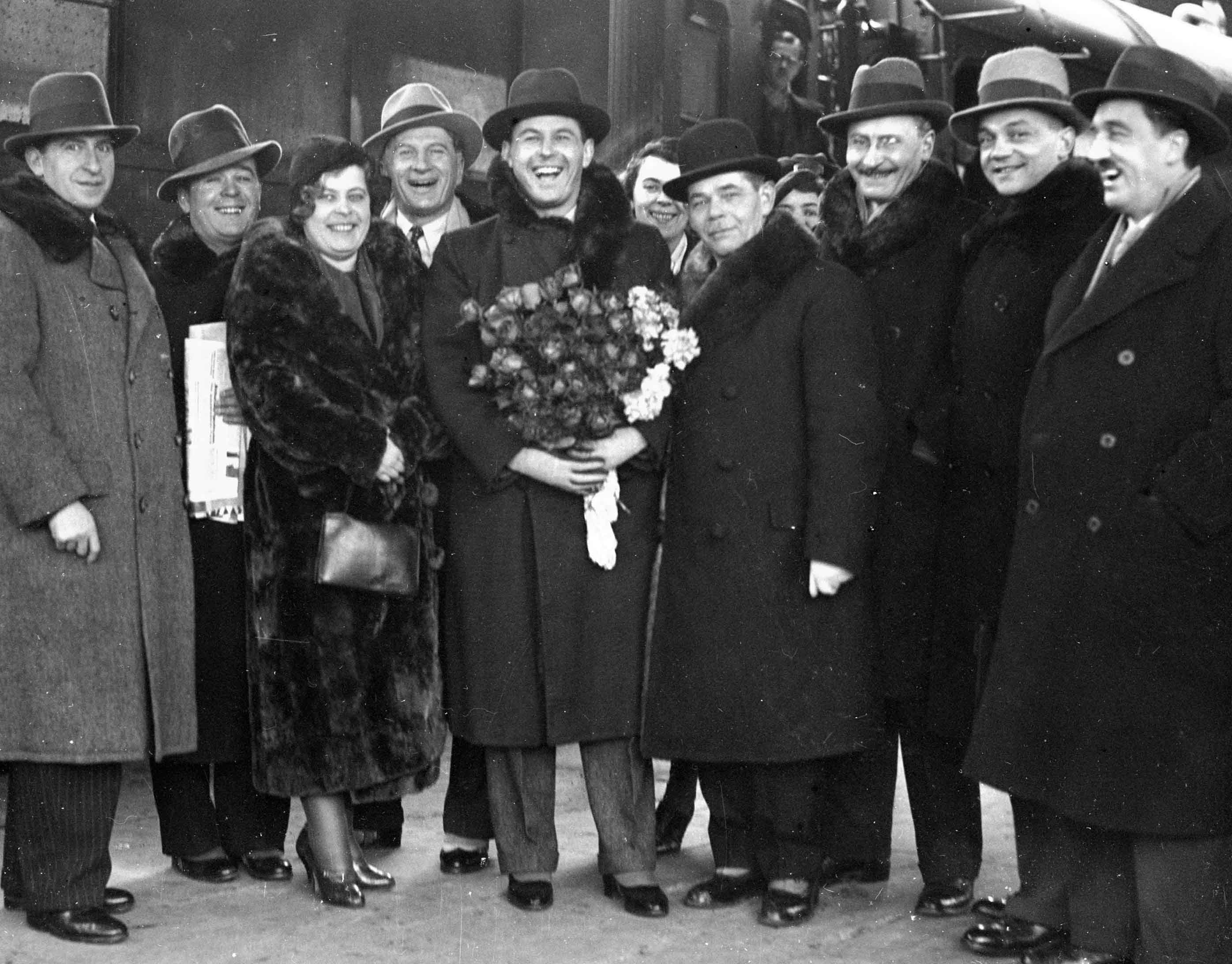
Pożegnanie Jana Kiepury (z kwiatami) na krakowskim dworcu kolejowym przez sekretarz redakcji IKC Jadwigę Zbrożkówną (3. z lewej) i Adama Didura (4. z lewej) w styczniu 1935

Był synem piekarza Franciszka Kiepury (1877–1951) i Marii „Miriam” z domu Neuman (1885–1943). Matka pochodziła z rodziny żydowskiej i aby wyjść za mąż, zdecydowała się na chrzest. Miał młodszego o dwa lata brata, Władysława, również tenora. Ich rodzice rozstali się w 1924.

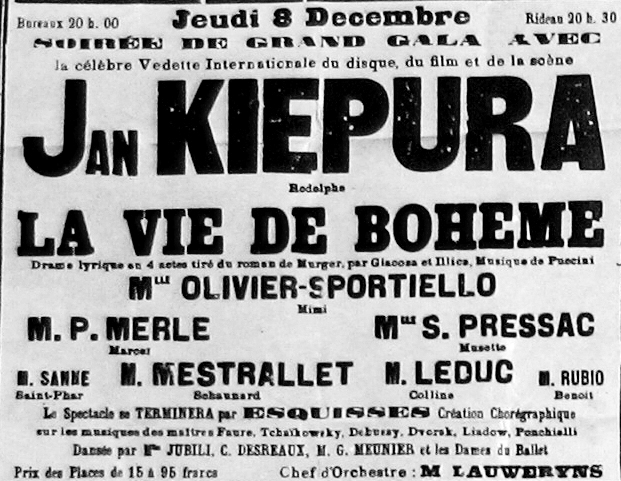
Plakat: Jan Kiepura w Lyonie (1932)

W latach 1916–1920 uczęszczał do Gimnazjum Państwowego im. Stanisława Staszica w Sosnowcu, gdzie zdał maturę. Jako młodzieniec udzielał się w szkolnym chórze oraz grał w piłkarskiej drużynie Victorii Sosnowiec. W czasie jednej z młodzieńczych bójek doznał urazu nosa (pęknięcia i przesunięcia chrząstek przegrody nosowej), przez co zmagał się z trwałym nieżytem przewodu oddechowego, co wpłynęło na brzmienie jego głosu i doprowadziło do regularnych problemów z chrypą.
Był członkiem Polskiej Organizacji Wojskowej, a w 1919, jako nielegalny przybysz-obcokrajowiec na niemieckim wtedy Górnym Śląsku, ochotnikiem w I Pułku Strzelców Bytomskich oraz uczestnikiem I powstania śląskiego. W latach 1921–1925 studiował prawo na Uniwersytecie Warszawskim. W okresie studiów, w tajemnicy przed ojcem, poświęcał sporą część przysyłanych z domu pieniędzy na lekcje śpiewu u Wacława Brzezińskiego oraz Tadeusza Leliwy, uczył się także u Ignacego Warmutha. Podczas studiów dorabiał, handlując paryskimi perfumami.
Mimo że ojciec nie podzielał jego pasji muzycznej, gdyż wolał, by syn ukończył studia i został prawnikiem, Jan zaczął występować na scenie. W 1924 zagrał swój pierwszy koncert w sali kina „Sfinks” w Sosnowcu. Wkrótce potem Emil Młynarski przyjął go do chóru w warszawskim Teatrze Wielkim, gdzie występował w roli górala w Halce Stanisława Moniuszki. Rolę tę prędko mu odebrano, ponieważ młodzieniec, chcąc za wszelką cenę zaprezentować swoje umiejętności, przedłużał kilka swoich nut ponad miarę, nie zważając na dyrygenta.
W styczniu 1925 zadebiutował indywidualnie tytułową rolą w Fauście Gounoda na scenie Opery we Lwowie. Wkrótce powrócił do Teatru Wielkiego, gdzie występował w tytułowej roli w Fauście, a następnie także jako: Turiddu w Rycerskości wieśniaczej Mascagniego, książę Mantui w Rigoletcie Verdiego i Jontek w Halce Moniuszki w Warszawie. W 1926 śpiewał partie: Cavaradossiego w Tosce, Rinuccia w Giannim Schicchim Pucciniego i Stefana w Strasznym dworze Moniuszki, ponadto występował jako Faust na scenach teatrów w Toruniu, Bydgoszczy, Inowrocławiu, Poznaniu i Grudziądzu.

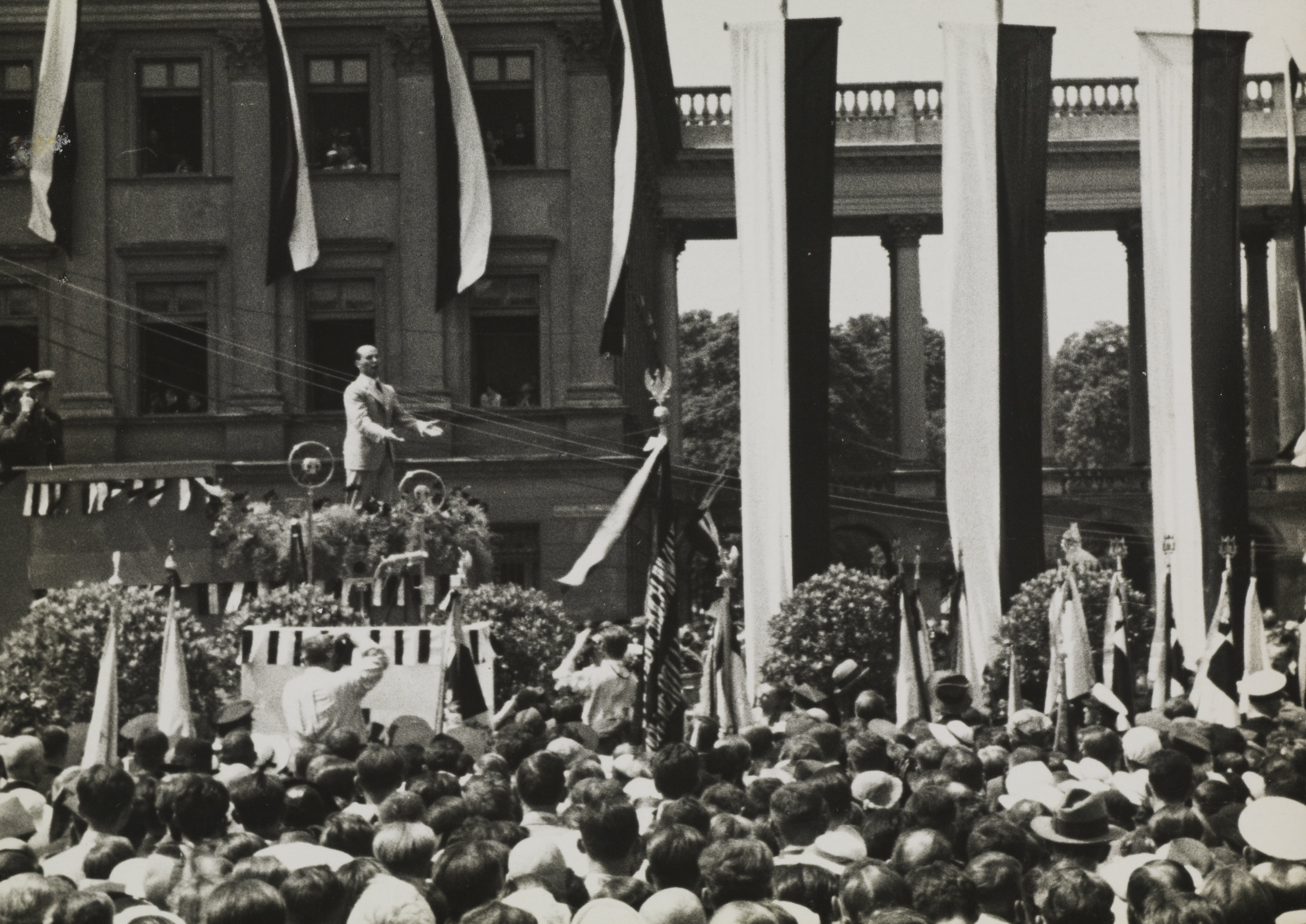
Jan Kiepura – występ na pl. Piłsudskiego w Warszawie, 1936

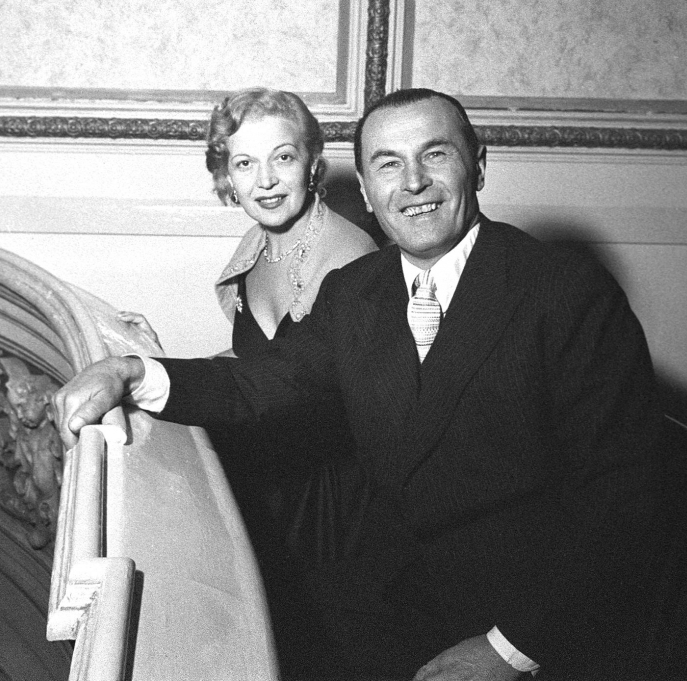
Jan Kiepura z żoną, 1954

Po zakończeniu współpracy z Teatrem Wielkim udał się do Wiednia, by ubiegać się o występ w tamtejszej operze. Wkrótce dostał angaż do partii Alfreda w Zemście Nietoperza Johanna Straussa syna w Theater an der Wien. Występem zdobył zainteresowanie Franza Schalka, który zaangażował go do prowadzonej przez siebie Państwowej Opery (Staatsoper), dzięki czemu wkrótce pojawił się u boku Marii Jeritzy na scenie opery jako Mario Cavaradossi w Tosce. Mimo że w języku włoskim umiał zaśpiewać tylko dwie główne arie, a całą resztę swej partii śpiewał po polsku, zdobył uznanie krytyków. Prasa wówczas obwołała go „królem tenorów”, „krezusem głosowym”, a nawet „następcą Carusa”. W maju 1928 z powodzeniem występował z Toską w Paryżu. Jako solista Staatsoper śpiewał także partie Kalafa w Turandot Giacomo Pucciniego, ponadto występował w Rigoletcie, Fauście i Cudzie Heliany Ericha Wolfganga Korngolda.
Od 1928 śpiewał w mediolańskiej La Scali, debiutując z sukcesem jako Cavaradossi w Tosce, a następnie biorąc udział jako Marcarillo w prapremierze opery Le preziose ridicole Felice Lattuady pod batutą Gabriele Santiniego. Ponownie pojawił się w La Scali w 1931, odnosząc sukces jako kawaler des Grieux w Manon pod muzycznym kierownictwem Victora de Sabaty. W latach 30. występował także w Civic Opera House w Chicago, Covert Garden w Londynie, Opéra-Comique w Paryżu, Teatro di San Carlo w Neapolu i Teatro La Fenice w Wenecji. Ponadto, chcąc dbać o swój głos i zaprezentować się publiczności w lżejszych aranżacjach, w 1930 zaczął występować w filmach – po podpisaniu kontraktu z berlińską UFA debiutował jako aktor rolą w produkcji Neapol, śpiewające miasto. Następnie zagrał też w filmach, takich jak m.in.: Pieśń nocy (1932), Kocham wszystkie kobiety (1935) czy Czar cyganerii (1937), a także podpisał umowę z hollywoodzką wytwórnią filmową Paramount Pictures, dla której wystąpił w Pieśni miłości (1936).
Dzięki zagranicznym sukcesom postacią Kiepury zainteresowała się Warszawa, jego przyjazdy do kraju stawały się sensacją, a występy wywoływały spontaniczne wybuchy entuzjazmu. Poza salą koncertową śpiewał także zgromadzonym na ulicy tłumom z balkonu hotelu „Bristol” i na placach ulicznych. W grudniu 1933 otwarto, wybudowany na jego zlecenie, pensjonat „Patria” w Krynicy-Zdroju, na którego wybudowanie przeznaczył 160 tys. dolarów, zarobione na scenach świata w okresie międzywojennym. W 1935 został odznaczony francuskim Krzyżem Kawalerskim Legii Honorowej, rok później – Krzyżem Oficerskim Orderu Odrodzenia Polski i belgijską Wielką Wstęgą Orderu Leopolda, a w 1937 – Złotym Krzyżem Zasługi i szwedzkim Orderem Gwiazdy Polarnej.
W 1936 ożenił się ze śpiewaczką i aktorką węgierskiego pochodzenia Martą Eggerth, z którą zagrał w filmie Carmine Gallone Dla ciebie śpiewam (1934). Mieli dwóch synów, Jana Tadeusza (ur. 1944) i Marjana Wiktora (ur. 1950). W 1938 roku przeprowadzili się na południe Francji, a w 1939 roku wyemigrowali do Stanów Zjednoczonych z powodu narastających w Europie nastrojów antysemickich (oboje po matkach mieli żydowskie pochodzenie). W związku z zablokowaniem  rachunku oszczędnościowego w Niemczech na mocy ustaw norymberskich interweniował u Hermanna Göringa, uzyskując jego odblokowanie.
Pod koniec 1937 zadebiutował w nowojorskiej Metropolitan Opera rolą Rudolfa w Cyganerii, a następnie wystąpił na tejże scenie, śpiewając jako Don José w Carmen i jako książę Mantui w Rigoletcie. Wiosną 1939 wystąpił jako Don José w Carmen na scenie Opery Warszawskiej.
Po wybuchu II wojny światowej oraz postanowieniu rządów Polski i Francji o formowaniu armii polskiej we Francji zaangażował się jako ochotnik i przyjechał do Lille, by wesprzeć emigrantów polskich. Wkrótce wyjechał do USA, gdzie prowadził akcję propagandową na rzecz swojego kraju – podczas występów często śpiewał polskie pieśni patriotyczne, chcąc skierować uwagę amerykańskiej publiczności na losy Polaków, poza tym zarobione dzięki koncertom pieniądze przeznaczał na wsparcie kraju. Pozostając za oceanem, śpiewał na scenach Civic Opera w Chicago (1940–1944) i Metropolitan Opera w Nowym Jorku (1941–1942), a także w Kanadzie (Montrealu), krajach Ameryki Łacińskiej i Południowej, m.in. w Teatro Colón w Buenos Aires (w sztuce Manon Jules Masseneta). Ponadto występował u boku żony jako hrabia Daniło w Wesołej wdówce w Majestic Theatre na Broadwayu. Spektakl cieszył się dużym powodzeniem wśród publiczności – małżonkowie do 1946 zagrali ponad 800 przedstawień. Następnie grał Tadeusza Kościuszkę w autorskim musicalu Polonez.
Po powrocie do Europy zamieszkał z rodziną w Rzymie, gdzie nakręcił z żoną ekranizację Uroku cyganerii, a następnie osiedlił się w Paryżu, zagrał w filmie La valse brilliante i śpiewał w operetce Księżniczka Czardasza Emmericha Kálmána w Théâtre de Paris. Po wojnie z żoną wystawiali Szaloną wdówkę na scenach w Anglii, Francji, Włoch i Niemiec. W 1952 poddał się operacji wyjęcia płata płucnego, co spowodowane było otwarciem się guza ropnego w płucach. W połowie lat 50. występował z żoną na wiedeńskiej scenie Raimundtheater w Carewiczu i Paganinim Franza Lehara.
W 1958 powrócił do Polski po 19 latach nieobecności, wystąpił z koncertami w Bydgoszczy, Gdańsku, Łodzi, Katowicach, Krakowie, Poznaniu, Warszawie i Wrocławiu. Jeden ze swoich ostatnich występów – z Wesołą wdówką – dał w 1965 w berlińskim Theater des Westens. Również w 1965 planował nakręcić w Polsce film o swoim życiu, jednak ostatecznie nie doszło do realizacji nagrań.
Zmarł nagle na atak serca 15 sierpnia 1966 w miejscowości Harrison w Stanach Zjednoczonych, przy telefonie – po otrzymaniu niepomyślnej wiadomości od jednego ze swych agentów finansowych. 3 września przed kościołem św. Krzyża zgromadziły się wielotysięczne tłumy mieszkańców stolicy i, tworząc kolejkę opasującą gmach Teatru Wielkiego, defilowały przed wystawioną w holu teatru trumną, przy której wartę honorową trzymali reprezentanci świata sztuki. Następnie kondukt pogrzebowy, liczący ponad 200 tys. żałobników, ruszył na cmentarz Powązkowski – Kiepura spoczął w alei zasłużonych (grób 80/81).

## Krytyka
O Kiepurze mówiło się w Polsce często z przekąsem. Krytykowano jego zbyt familiarny sposób bycia na estradzie, pokpiwano z trudności w uczeniu się nowego repertuaru, wreszcie ganiono nadmierną interesowność. Sam Kiepura nie odmawiał prawie nigdy prośbom o występy na cele społeczne i charytatywne, zaś podczas wojny i później słał z zagranicy liczne dary potrzebującym pomocy rodakom.
Kiepura cechował się ogromną pracowitością, całymi godzinami potrafił ćwiczyć jedną frazę lub pasaż, czy nawet pojedynczy ton, nim osiągnął zadowalający go rezultat. Świadectwem tej pracy są dziś istniejące, aczkolwiek nie dość liczne, nagrania płytowe. Szczególne doceniany był za operowanie oddechem w arii z Turandot, brawurową kadencję w popularnej arii z Rigoletta, stretto z Trubadura (włączone do amerykańskich longplayowych antologii Top Artists Platters i The Golden Age of Opera), pełną temperamentu Tarantela Gioacchino Rossiniego czy piano na wysokich nutach w błahej piosence Ninon z filmu Pieśń dla ciebie. Poza publicznymi wystąpieniami nie przejawiał skłonności do zbytniego gloryfikowania swojej osoby i sztuki. Z jego listów pisywanych do prof. Brzezińskiego przebijało poczucie wysokich wymagań wobec samego siebie.

### Kalendarium występów

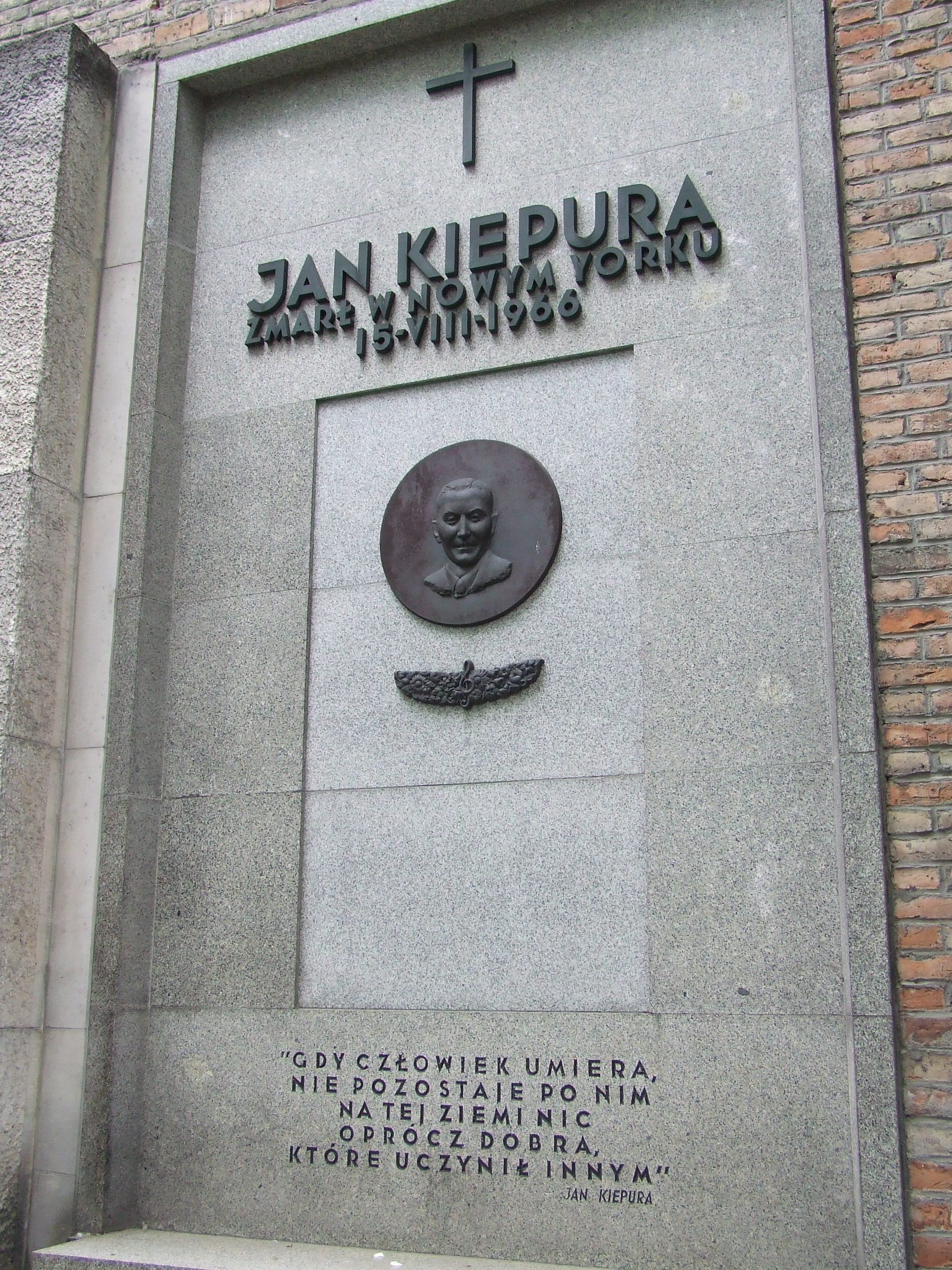
Grób Jana Kiepury na cmentarzu Powązkowskim w Warszawie

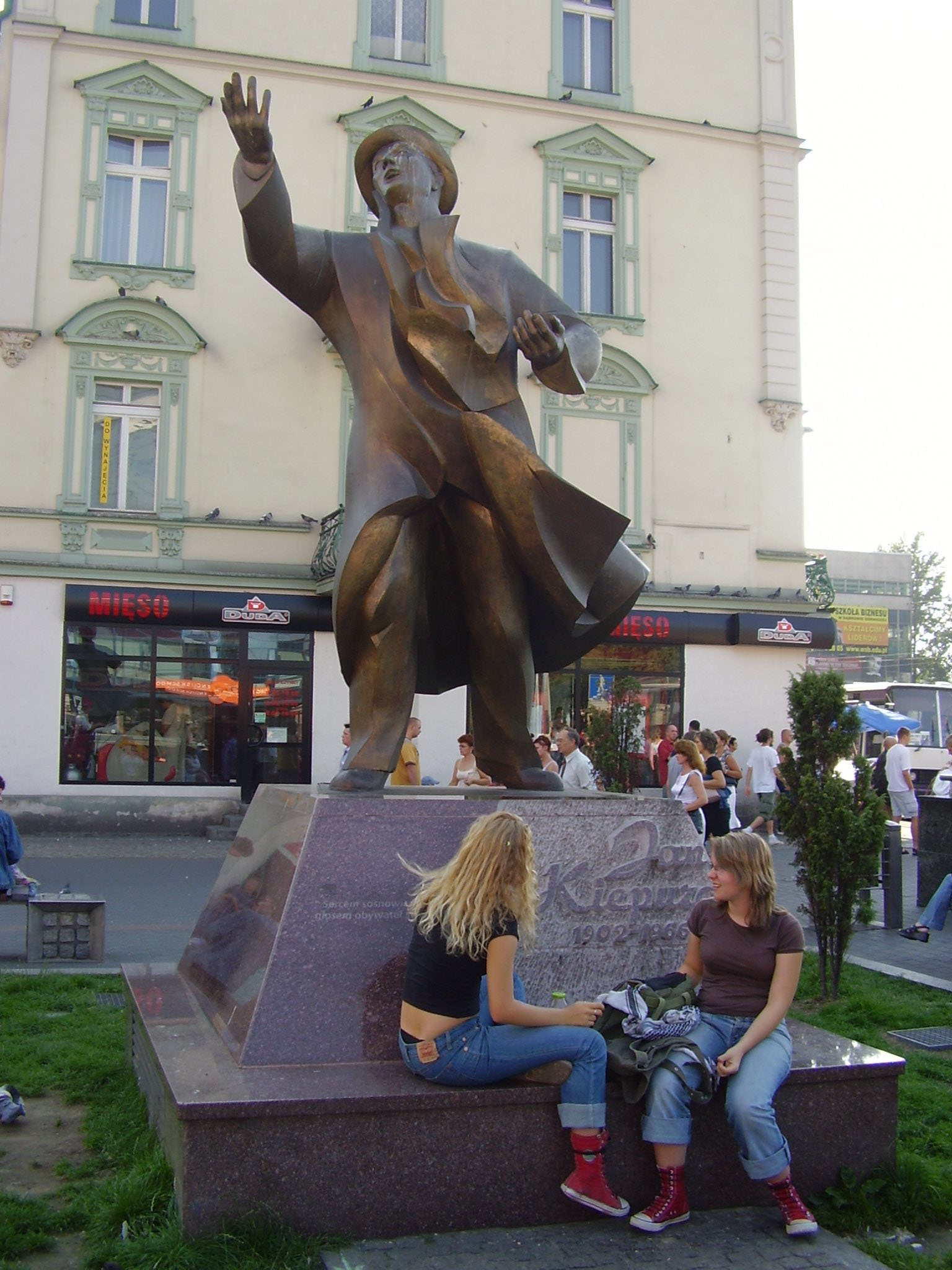
Pomnik Jana Kiepury – „Chłopaka z Sosnowca” na Placu Stulecia w Sosnowcu, odsłonięty 15 maja 2002

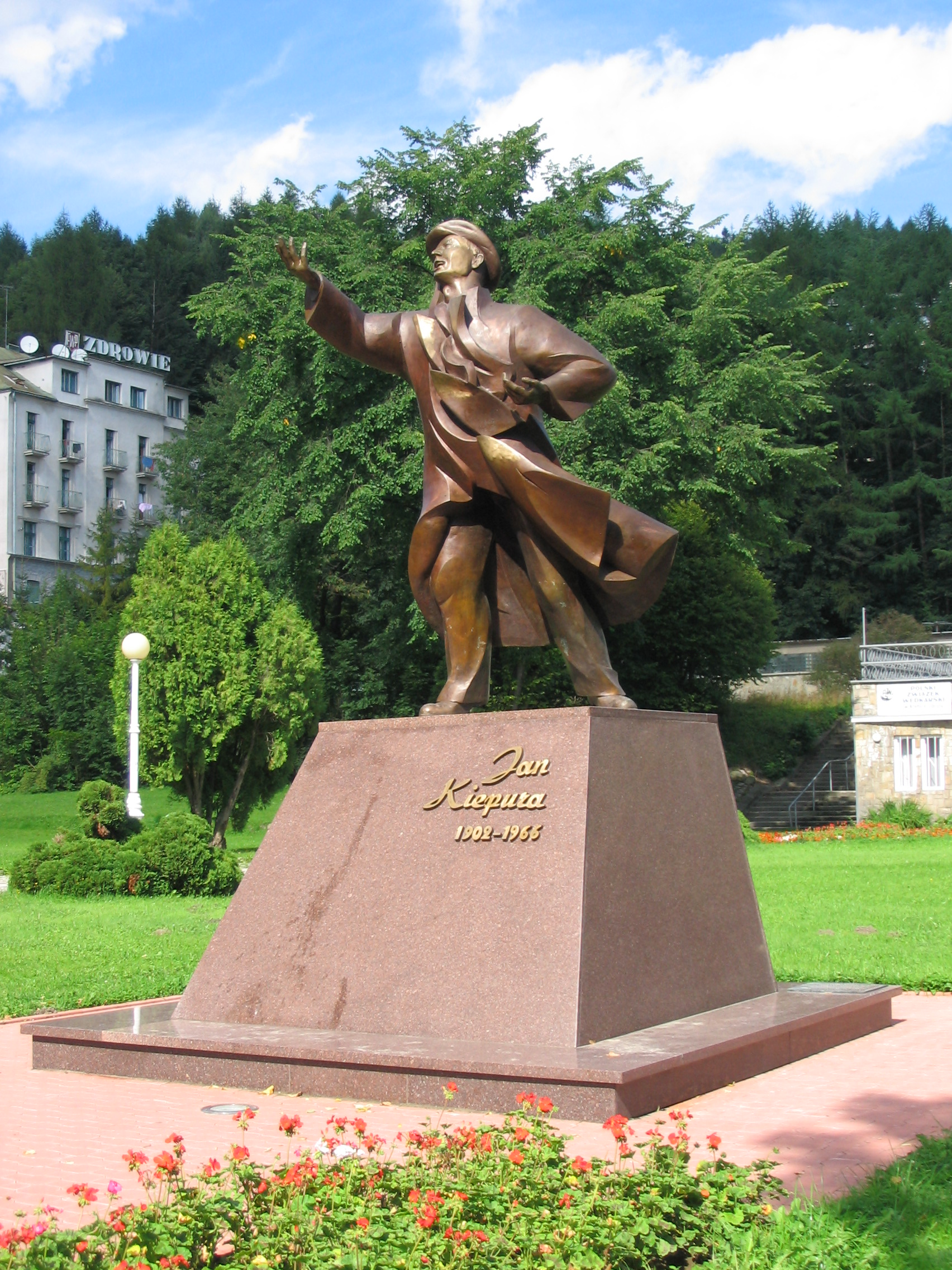
Pomnik Jana Kiepury w Krynicy-Zdroju, odsłonięty 17 lipca 2004

- 1927: występy w Budapeszcie, Berlinie, Wiedniu, Londynie (Royal Albert Hall), Stuttgarcie, Monachium i Pradze. Faust, Calaf i Obcy („Cud Heliany” Korngolda) w Wiedniu. Koncerty w Warszawie, Lwowie, Gdańsku.
- 1928: występy w Budapeszcie, trzyletni kontrakt z mediolańską La Scalą, debiut w partii Calafa, a potem śpiewa także Cavaradossiego i Mascarila w prapremierze „Le preziose ridicole” Lattuady pod dyrekcją Arturo Toscaniniego. Cavaradossi w Paryżu z zespołem wiedeńskiej Staatsoper. Cavaradossi w Warszawie i Poznaniu. Koncerty w Krakowie, Warszawie i Poznaniu.
- 1929: występy w Budapeszcie (Calaf), Rio de Janeiro, Buenos Aires (Cavaradossi, Książę Mantui, Alfredo w „Traviacie”), Montevideo, Frankfurcie. Cavaradossi, Książę Mantui, Rodolfo („Cyganeria” Puccinigo) i koncert w Warszawie.
- 1930: Choroba gardła ogranicza na jakiś czas jego występy na scenach operowych, kariera filmowa, stając się jednym z pierwszych europejskich idoli kina dźwiękowego. Film „Neapol, śpiewające miasto” (Londyn). Cavaradossi w Poznaniu.
- 1931: Kawaler des Grieux w „Manon” Masseneta w mediolańskiej La Scali. Śpiewał w Hamburgu i Chicago. Cavaradossi w Warszawie. Koncerty w Warszawie, Poznaniu i we Lwowie.
- 1932: film „Pieśń nocy” (Berlin), koncerty w Warszawie i Poznaniu.
- 1933: film „Zdobyć cię muszę” (Berlin). Calaf w Warszawie. Otwiera w Krynicy hotel „Patria”.
- 1934: film „Dla ciebie śpiewam” (Londyn), Cavaradossi w Berlinie, Faust w Warszawie, Cavaradossi, Kawaler des Grieux i Rodolfo w paryskiej Opéra Comique, koncertuje w Krynicy na rzecz powodzian.
- 1935: Cavaradossi w Krakowie, koncert w Berlinie, film „Kocham wszystkie kobiety” (Ciné-Alliance dla UFA), odznaczony polskim Złotym Krzyżem Zasługi i francuskim Krzyżem Kawalerskim Legii Honorowej.
- 1936: filmy „Pieśń miłości” (USA) i „W blasku słońca” (Wiedeń), 30 października poślubił w Katowicach Martę Eggerth, austriacką aktorkę i śpiewaczkę węgierskiego pochodzenia, koncertował na rzecz budowy Muzeum Narodowego w Krakowie.
- 1937: koncerty w Krakowie i w Paryżu, film „Czar cyganerii” (Wiedeń), szwedzki Krzyż Północy, koncerty w Filharmonii Warszawskiej na rzecz pomocy zimowej dla biednej ludności.
- 1938: debiut w nowojorskiej Metropolitan Opera (od 10 lutego do 9 kwietnia wystąpił tam 13 razy w siedzibie oraz podczas występów gościnnych zespołu w Bostonie i Cleveland, śpiewał Rodolfa (4 razy), Don Joségo w „Carmen” Bizeta (4 razy), Księcia Mantui (4 razy) i uczestniczył w 1 koncercie, występy w Warszawie (Don José).
- 1939: od 10 lutego do 10 kwietnia występuje 15 razy w Metropolitan Opera oraz podczas gościnnych występów tego zespołu w Bostonie, Cleveland, Dallas i Rochester, śpiewał Rodolfa (5 razy), Kawalera des Grieux (5 razy), Księcia Mantui (2 razy), Cavaradossiego (raz) i uczestniczył w 2 koncertach, latem koncertował w Cieszynie, Poznaniu i Gdyni, a po wybuchu II wojny światowej w Paryżu i ośrodkach polonijnych Francji.
- 1940: Naziści umieszczają go w Lexikon der Juden in der Musik (leksykonie muzyków żydowskich), wrócił do Ameryki, koncertując na rzecz Polski w Montrealu (do 1944 związany z Civic Opera w Chicago).
- 1942: na przeł. lutego i marca ponownie wystąpił z nowojorską Metropolitan Opera, śpiewając tam już tylko pięciokrotnie: Don Joségo, Cavaradossiego (2 razy), arię Księcia Mantui w koncercie i Rodolfa podczas występu gościnnego zespołu w Filadelfii (w sumie w latach 1939–1942 śpiewał z MET 22 razy w Nowym Jorku i 11 razy podczas występów zespołu w innych miastach).
- 1943: film „Moja piosenka dla ciebie” (USA), wynajął Majestic Theater na Broadwayu, gdzie wraz z żoną wziął udział jako Daniło w „Wesołej wdówce” Franza Lehára, która cieszy się niezwykłą popularnością, odbył z tym przedstawieniem tournée po innych miastach amerykańskich, a po wojnie również po Anglii, Francji, Włoszech i Niemczech, śpiewając „Wdówkę” w czterech językach).
- 1946: wystawił w Majestic Theater musical „Polonez” Bronisława Kapera na motywach muzyki Chopina.
- 1948: wrócił z rodziną do Europy i osiedlił się na sześć lat w Paryżu, nowa wersja filmu „Czar cyganerii” (Rzym).
- 1949: film „Valse brillante” (Paryż) występy z żoną w „Księżniczce czardasza” Imre Kálmána na scenie Théâtre de Paris.
- 1952: film „Kraina uśmiechu” (Berlin Zachodni), ponownie osiedlił się w Ameryce, kupując posiadłość w Rye pod Nowym Jorkiem, co nie przerwało jego występów w Europie.
- 1954: rola tytułowa w „Carewiczu” Lehára na scenie wiedeńskiego Raimundtheater.
- 1956: rola tytułowa w „Paganinim” Lehára na scenie wiedeńskiego Raimundtheater.
- 1958: dwukrotnie odwiedził Polskę, koncertował w Bydgoszczy, Gdańsku, Łodzi, Katowicach, Krakowie, Poznaniu, Warszawie i Wrocławiu.
- 1959: ponownie śpiewał w Polsce, powrócił do roli Daniły w „Wesołej wdówce” na scenie nowojorskiej.
- 1960: koncertował w Berlinie Zachodnim.
- 1965: Daniło w „Wesołej wdówce” w Berlinie Zachodnim.
- 1966: ostatni występ (13 sierpnia) w Port Chester w stanie Nowy Jork dla Polonii amerykańskiej.

## Lista nagrań zrealizowanych w latach międzywojennych
Nagrania były realizowane przeważnie dla firm „Odeon” i „Columbia” (w większości wydane zostały w Polsce ponownie po śmierci artysty na dwu longplayach Polskich Nagrań).
- Flotow – aria z opery „Marta”;
- Puccini – aria z I aktu opery „Cyganeria”, dwie arie z opery „Tosca”, dwa duety z opery „Tosca” (z Lotte Lehmann), dwie arie z opery „Turandot”;
- Verdi – dwie arie księcia z opery „Rigoletto” (z I i III aktu), aria z opery „Aida”, stretta z opery „Trubadur”;
- Bizet – aria z II aktu opery „Carmen”;
- Rossini – „La Danza”
- szereg pieśni i piosenek filmowych (niektóre nagrywane parokrotnie w różnych wersjach językowych).

Nie wszystkie utwory z filmów z udziałem śpiewaka ukazały się na płytach. Utrwalone zostało natomiast kompletne przedstawienie Rigoletta w Metropolitan Opera z 1939 z jego udziałem, Lily Pons i Lawrence Tibbetta w głównych rolach, opublikowane w ćwierć wieku później w „pirackim” nagraniu płytowym. W archiwach Opery Wiedeńskiej odnalazły się i zostały w 1985 opublikowane w serii historycznych nagrań poświęconych temu słynnemu teatrowi dwa utrwalone fragmenty przedstawienia Turandot z 14 grudnia 1934: część wielkiej sceny rozwiązywania zagadek (ze znakomitą węgiersko-wiedeńską sopranistką Marią Nemeth) oraz aria Kalafa z III aktu, jak też duet z I aktu Carmen z zapomnianą dziś węgierską sopranistką Esther Réthy. Finał I aktu Turandot z udziałem Kiepury można także oglądać w pochodzącym bodajże z 1937 roku filmie W blasku słońca (Im Sonnenschein). Kreacje naszego artysty z tego filmu, jak też szereg nieznanych dotąd nagrań z rodzinnego archiwum, w tym m.in. arie z Poławiaczy pereł i Legendy Bałtyku, wspomniane już wyżej Mozartowskie Rondo alla turca, cała seria polskich pieśni oraz „Kujawiak” Wieniawskiego z nakręconego w 1938 francuskiego filmu Grande Valse brillante, śpiewany po polsku zostały w 1992 i 1994 opublikowane na płytach CD przez brytyjską firmę „Pearl”.

## Filmografia
- 1926 – O czem się nie myśli

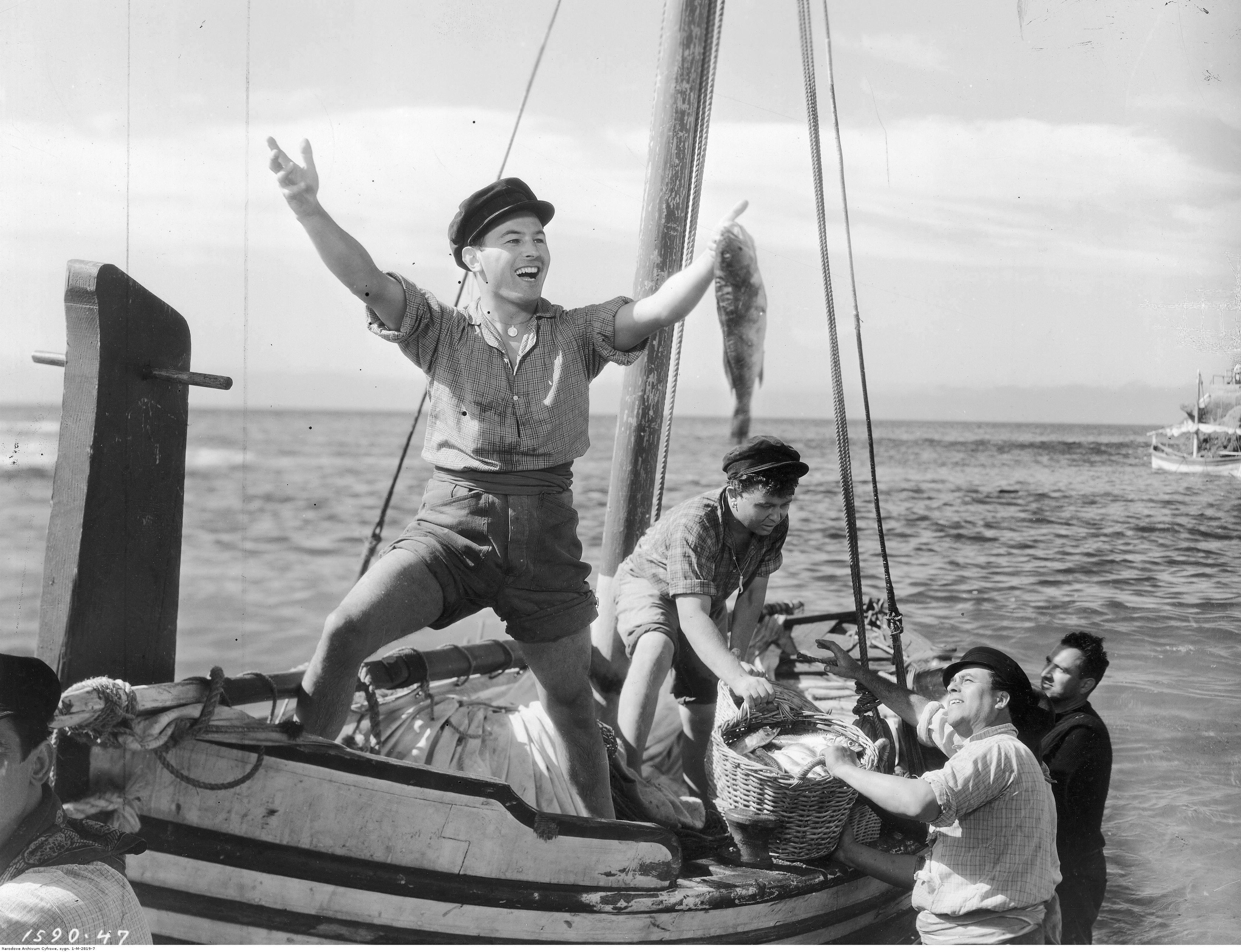
Jan Kiepura w partii solowej z innymi aktorami do filmu Daj mi tę noc, 1936

- 1930 – Neapol, śpiewające miasto (Die Singende Stadt)
- 1931 – Neapol, śpiewające miasto (City of Song)
- 1932 – Pieśń nocy (Tell Me Tonight)
- 1932 – Pieśń nocy (Das Lied einer Nacht)
- 1932 – Pieśń nocy (La Chanson d’une nuit)
- 1933 – Zdobyć cię muszę (Ein Lied für Dich)
- 1933 – Zdobyć cię muszę (Tout pour l’amour)
- 1934 – Dla ciebie śpiewam (My heart calls you)
- 1934 – Dla ciebie śpiewam (Mon coeur t’appelle)
- 1934 – Dla ciebie śpiewam (Mein Herz ruft nach Dir)
- 1934 – Zdobyć cię muszę (My Song for You)
- 1935 – Kocham wszystkie kobiety (Ich liebe alle Frauen)
- 1935 – Kocham wszystkie kobiety (J’aime toutes les femmes)
- 1936 – Pieśń miłości (Give Us This Night)
- 1936 – W blasku słońca (Im Sonenschein)
- 1936 – Daj mi tę noc
- 1937 – Czar cyganerii (Zauber der Boheme)
- 1939 – Das Abenteuer geht weiter
- 1947 – Czar cyganerii (Addio Mimí!)
- 1948 – Walc brillante
- 1950 – Absender unbekannt
- 1952 – Kraina uśmiechu (Land des Lächelns)
- 1997 – W dowód przyjaźni – Marcel Prawy

## Ordery i odznaczenia
- Krzyż Oficerski Orderu Odrodzenia Polski (11 listopada 1935)[20]
- Złoty Krzyż Zasługi (4 października 1937)[21]
- Wielka Wstęga Orderu Leopolda (1936, Belgia)
- Kawaler Orderu Gwiazdy Polarnej (1937, Szwecja)[24]
- Kawaler Orderu Legii Honorowej (1935, Francja)[16]

## Upamiętnienie

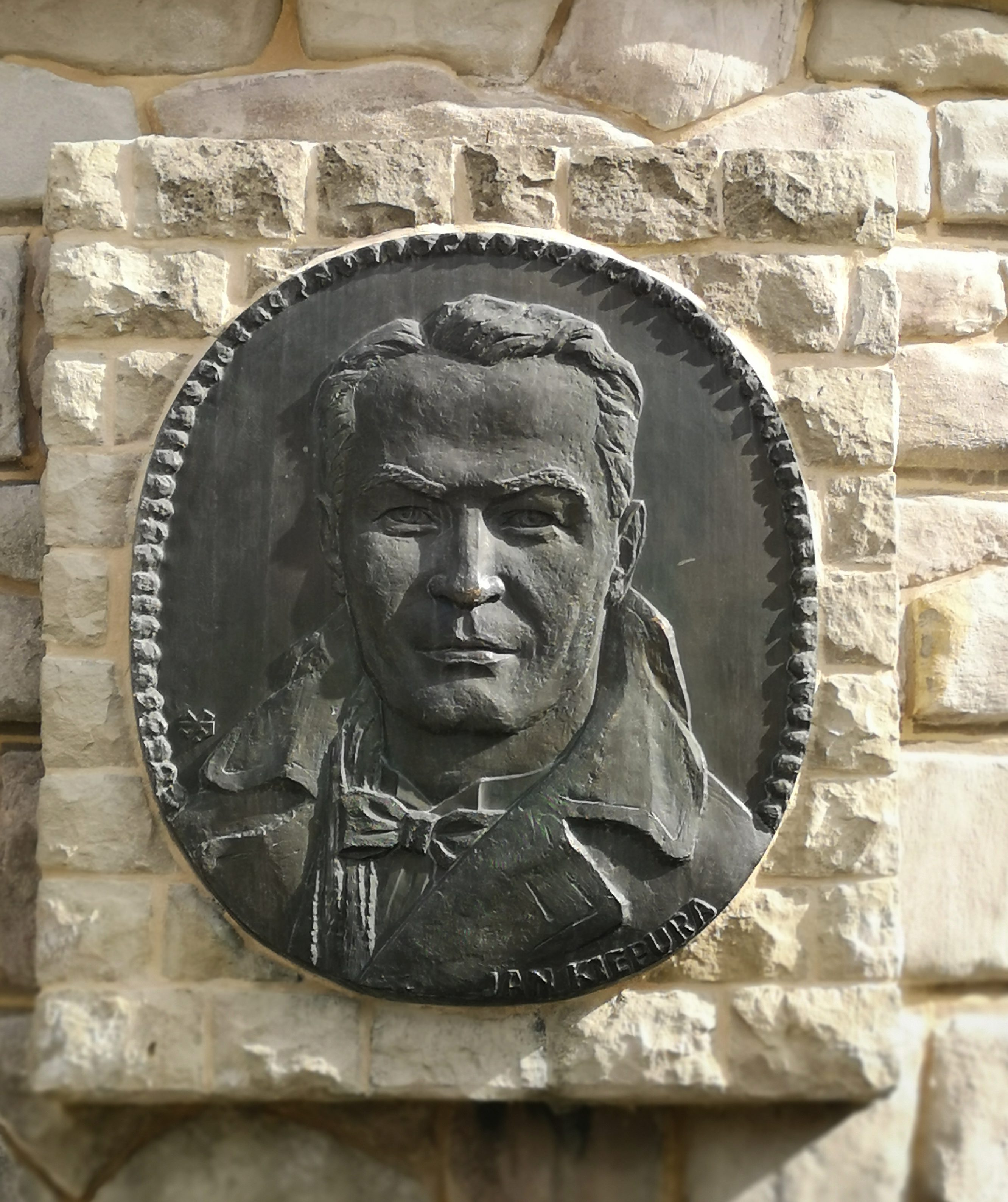
Jan Kiepura – tablica na deptaku w Krynicy-Zdroju, wmurowana w ścianę muszli koncertowej

Od 1967 corocznie odbywa się w Krynicy-Zdroju Festiwal im. Jana Kiepury, dawniej organizowany jako Festiwal Arii i Pieśni im. Jana Kiepury.
9 lutego 1990 Poczta Polska wydała znaczek z podobizną Jana Kiepury o nominale 500 złotych, w ramach serii o sławnych polskich śpiewakach. Autorem całości był artysta grafik Michał Piekarski.
W latach 90. rozpoczął kursowanie EN Jan Kiepura, pociąg relacji Warszawa – Kolonia, który został nazwany na cześć artysty. W 2016 wydano decyzję o wstrzymaniu kursowania Kiepury.
Uchwałą z 1 marca 2002 Sejm RP zdecydował o ustanowieniu roku 2002 Rokiem Jana Kiepury. Również w 2002 został (wraz ze swoją małżonką Martą Eggerth) pośmiertnie wyróżniony tytułem Honorowego Obywatela Miasta Sosnowca.